# Campeonato Paulista de Futebol de 1957
O Campeonato Paulista de Futebol de 1957 foi a 17.ª edição do campeonato organizado pela Federação Paulista de Futebol. Teve o São Paulo como campeão e o Santos como vice. Foi o último título do clube até 1970, sendo esses treze anos o período de maior jejum de títulos da história da equipe tricolor. O artilheiro foi Pelé, do Santos, com 36 gols. O jogo decisivo foi São Paulo 3 × 1 Corinthians, e o Linense foi rebaixado.

## Participantes
Disputaram o campeonato vinte equipes: Corinthians, Palmeiras, São Paulo, Portuguesa, Juventus, Ypiranga e Nacional, todas da capital; Santos, Portuguesa Santista e Jabaquara, as três de Santos; Guarani e Ponte Preta, ambas de Campinas; XV de Piracicaba, XV de Jaú, Botafogo de Ribeirão Preto, Noroeste de Bauru, São Bento, de São Caetano do Sul, Ferroviária de Araraquara, Taubaté e Linense, de Lins.

## Regulamento
O campeonato foi dividido em duas fases. Na primeira fase, de classificação, os vinte clubes se enfrentaram, todos contra todos, em turno único. Os dez melhores times classificaram-se para a Série Azul, para disputar o título. Em caso de empate entre mais de um time na décima posição, haveria um jogo-desempate. A Série Azul foi disputada em pontos corridos, com todos os times se enfrentando em turno e returno. A contagem de pontos da Série Azul foi independente da pontuação na primeira fase. Havendo empate na primeira posição, ao término das rodadas, haveria um jogo-desempate. Os dez piores classificados na primeira fase, disputaram a Série Branca, torneio que rebaixou à Segunda Divisão o último colocado. A disputa foi em pontos corridos, todos contra todos em turno e returno, também com contagem de pontos independente da primeira fase.

## O campeonato
A fase de classificação não é computada por alguns autores como parte do campeonato. Para esses autores, apenas a Série Azul (os turnos decisivos) é considerada como o Campeonato Paulista de 1957. Nessa fase de classificação, o Corinthians "passeou", invicto, e terminou cinco pontos à frente de Santos e Portuguesa. Uma das vitórias do time foi sobre o Santos, por 2 a 1, em 21 de julho, e foi a última vitória corintiana sobre os santistas em campeonatos paulistas até 1968.
Outro marco importante na fase de classificação foi a primeira partida de Pelé em um Paulistão. Foi em 14 de julho, contra o XV de Piracicaba, na Vila Belmiro. Ele marcou um gol na vitória por 5 a 3. Pela fase decisiva, a estréia de Pelé foi em 20 de outubro, contra o Botafogo, em Ribeirão Preto. O Santos perdeu por 4 a 2 e Pelé não balançou as redes. Ele só viria a marcar seu primeiro gol na fase decisiva no terceiro jogo, uma vitória por 4 a 3 sobre o Palmeiras.
Já o São Paulo, com o técnico húngaro Bela Guttmann no banco, começou a fase classificatória de maneira claudicante, mas garantiu a vaga no torneio decisivo sem maiores sustos. A diretoria ajudou a melhorar o time com a contratação por empréstimo de Zizinho, considerado, mesmo aos 37 anos, o maior craque do futebol brasileiro à época. A estréia foi nos 4 a 2 sobre o Palmeiras, em 10 de novembro. Nos quatro jogos seguintes, já no segundo turno da fase decisiva, mais goleadas, incluindo 6 a 2 sobre o Santos.
O Corinthians manteve a boa campanha na fase decisiva e sustentou uma invencibilidade de 35 jogos até a penúltima rodada, com direito até à Taça dos Invictos, conquistada justamente na vitória sobre o Santos e de forma dramática, com o gol de empate no último minuto de jogo. A derrota para o Santos, por 1 a 0, na Vila Belmiro, em 23 de dezembro, embolou o campeonato: São Paulo e Corinthians tinham 28 pontos, com o Santos logo na cola, com 27. Como a tabela previa para a última rodada o confronto direto entre os dois líderes, um empate nesse jogo, somado a uma vitória santista contra o Palmeiras, deixaria três times empatados com 29 pontos, forçando uma decisão.
O Santos fez a sua parte e ganhou do Palmeiras por 4 a 1, no dia 28 de dezembro. No dia seguinte, São Paulo e Corinthians entraram tensos em campo no Pacaembu. Não só porque a vitória daria o título a qualquer um dos dois times: na partida do primeiro turno, empate em 1 a 1, Alfredo Ramos, lateral corintiano que tinha acabado de ser contratado junto ao próprio São Paulo, fraturou a perna em um choque casual com Maurinho, do São Paulo, e o corintiano Luizinho e o são-paulino Gino Orlando discutiram bastante durante o resto da partida — no dia seguinte, Gino e outros jogadores são-paulinos foram visitar o ex-companheiro Alfredo no hospital, e na saída, Luizinho apareceu e acertou uma tijolada na testa de Gino.
O nervosismo do início do jogo só começou a arrefecer quando o São Paulo abriu o placar, com um gol de Amaury aos 17 minutos do segundo tempo. Como o resultado não interessava nem um pouco, o Corinthians teve de se abrir, e Canhoteiro ampliou dois minutos depois. Outros dois minutos se passaram, e Rafael, de bicicleta, descontou para o alvinegro, que começou a pressionar. No auge dessa pressão, aos 34 minutos, Maurinho decretou o placar final, supostamente em posição de impedimento, não marcada pelo bandeirinha inglês Lynch , além de ter ´provocado o goleiro Gylmar antes e depois do lance. 
O São Paulo foi campeão, mas não houve volta olímpica: a torcida do Corinthians, revoltada com o lance do terceiro gol são-paulino, começou a jogar garrafas na direção do campo. Não por acaso, a ocasião passou para a história como "A Tarde das Garrafadas".

## Fase de classificação
| Pos. | Equipes             | Pts | J  | V  | E | D  | GP | GC | SG  | Classificação ou rebaixamento                     |
| ---- | ------------------- | --- | -- | -- | - | -- | -- | -- | --- | ------------------------------------------------- |
| 1    | Corinthians         | 32  | 19 | 13 | 6 | 0  | 46 | 18 | 28  | Classificados à Série Azul                        |
| 2    | Santos              | 27  | 19 | 13 | 1 | 5  | 81 | 35 | 46  | Classificados à Série Azul                        |
| 3    | Portuguesa          | 27  | 19 | 11 | 5 | 3  | 37 | 21 | 16  | Classificados à Série Azul                        |
| 4    | São Paulo           | 25  | 19 | 10 | 5 | 4  | 46 | 19 | 27  | Classificados à Série Azul                        |
| 5    | Jabaquara           | 25  | 19 | 11 | 3 | 5  | 35 | 33 | 2   | Classificados à Série Azul                        |
| 6    | Palmeiras           | 23  | 19 | 9  | 5 | 5  | 38 | 23 | 15  | Classificados à Série Azul                        |
| 7    | Ponte Preta         | 23  | 19 | 10 | 3 | 6  | 37 | 31 | 6   | Classificados à Série Azul                        |
| 8    | XV de Piracicaba    | 22  | 19 | 11 | 0 | 8  | 45 | 39 | 6   | Classificados à Série Azul                        |
| 9    | Portuguesa Santista | 22  | 19 | 9  | 4 | 6  | 25 | 19 | 6   | Classificados à Série Azul                        |
| 10   | Noroeste            | 21  | 19 | 8  | 5 | 6  | 42 | 33 | 9   | Partida de desempate                              |
| 11   | Botafogo-SP         | 21  | 19 | 9  | 3 | 7  | 28 | 24 | 4   | Partida de desempate                              |
| 12   | São Bento           | 18  | 19 | 8  | 2 | 9  | 25 | 33 | −8  | Disputam a Série Branca (torneio de rebaixamento) |
| 13   | Juventus-SP         | 17  | 19 | 8  | 1 | 10 | 31 | 39 | −8  | Disputam a Série Branca (torneio de rebaixamento) |
| 14   | Ferroviária         | 17  | 19 | 7  | 3 | 9  | 28 | 37 | −9  | Disputam a Série Branca (torneio de rebaixamento) |
| 15   | Taubaté             | 14  | 19 | 6  | 2 | 11 | 31 | 34 | −3  | Disputam a Série Branca (torneio de rebaixamento) |
| 16   | Guarani             | 13  | 19 | 5  | 3 | 11 | 35 | 48 | −13 | Disputam a Série Branca (torneio de rebaixamento) |
| 17   | XV de Jaú           | 12  | 19 | 4  | 4 | 11 | 24 | 46 | −22 | Disputam a Série Branca (torneio de rebaixamento) |
| 18   | Nacional-SP         | 11  | 19 | 4  | 3 | 12 | 27 | 45 | −18 | Disputam a Série Branca (torneio de rebaixamento) |
| 19   | Ypiranga-SP         | 8   | 19 | 3  | 2 | 14 | 18 | 50 | −32 | Disputam a Série Branca (torneio de rebaixamento) |
| 20   | Linense             | 2   | 19 | 0  | 2 | 17 | 12 | 64 | −52 | Disputam a Série Branca (torneio de rebaixamento) |

### Partida de desempate
| 6 de outubro | Botafogo-SP                                | 4 – 1     | Noroeste | Pacaembu, São Paulo                                 |
|              | Neco 27', 58' · Mairiporã 43' · Moreno 76' | Relatório | Ismar 1' | Renda: Cr$ 297.920,00 Árbitro: SP Ernst Hausstätter |

O Botafogo-SP se classificou para a Série Azul; Noroeste vai para a Série Branca.

## Série Branca (torneio de rebaixamento)
| Pos. | Equipes     | Pts | J  | V  | E | D  | GP | GC | SG  | Classificação ou rebaixamento |
| ---- | ----------- | --- | -- | -- | - | -- | -- | -- | --- | ----------------------------- |
| 1    | Taubaté     | 24  | 18 | 11 | 2 | 5  | 39 | 25 | 14  |                               |
| 2    | Noroeste    | 23  | 18 | 10 | 3 | 5  | 35 | 23 | 12  |                               |
| 3    | Nacional-SP | 23  | 18 | 10 | 3 | 5  | 35 | 33 | 2   |                               |
| 4    | Guarani     | 20  | 18 | 9  | 2 | 7  | 56 | 33 | 23  |                               |
| 5    | São Bento   | 20  | 18 | 6  | 8 | 4  | 24 | 26 | −2  |                               |
| 6    | Juventus-SP | 18  | 18 | 7  | 4 | 7  | 34 | 29 | 5   |                               |
| 7    | Ferroviária | 17  | 18 | 7  | 3 | 8  | 32 | 38 | −6  |                               |
| 8    | XV de Jaú   | 12  | 18 | 5  | 2 | 11 | 31 | 43 | −12 |                               |
| 9    | Ypiranga-SP | 12  | 18 | 4  | 4 | 10 | 19 | 32 | −13 |                               |
| 10   | Linense     | 11  | 18 | 3  | 5 | 10 | 17 | 43 | −26 | Zona de rebaixamento          |

### Artilheiros
| Pos. | Jogador  | Equipe      | Gols |
| ---- | -------- | ----------- | ---- |
| 1    | Fifi     | Guarani     | 17   |
| 2    | Jorge    | Nacional-SP | 15   |
| 3    | Edgard   | Nacional-SP | 14   |
| 4    | Roberto  | Guarani     | 11   |
| 5    | Zurinque | XV de Jaú   | 10   |
| 6    | Baltazar | Taubaté     | 9    |

## Série Azul
| Pos. | Equipes             | Pts | J  | V  | E | D  | GP | GC | SG  | Classificação ou rebaixamento |
| ---- | ------------------- | --- | -- | -- | - | -- | -- | -- | --- | ----------------------------- |
| 1    | São Paulo           | 30  | 18 | 13 | 4 | 1  | 53 | 24 | 29  | Campeão                       |
| 2    | Santos              | 29  | 18 | 13 | 3 | 2  | 63 | 30 | 33  |                               |
| 3    | Corinthians         | 28  | 18 | 12 | 4 | 2  | 44 | 21 | 23  |                               |
| 4    | Portuguesa          | 20  | 18 | 7  | 6 | 5  | 38 | 30 | 8   |                               |
| 5    | Botafogo-SP         | 18  | 18 | 6  | 6 | 6  | 24 | 30 | −6  |                               |
| 6    | Portuguesa Santista | 15  | 18 | 4  | 7 | 7  | 31 | 43 | −12 |                               |
| 7    | Ponte Preta         | 13  | 18 | 6  | 1 | 11 | 22 | 42 | −20 |                               |
| 8    | Jabaquara           | 10  | 18 | 2  | 6 | 10 | 19 | 34 | −15 |                               |
| 9    | Palmeiras           | 9   | 18 | 2  | 5 | 11 | 28 | 36 | −8  |                               |
| 10   | XV de Piracicaba    | 8   | 18 | 3  | 2 | 13 | 25 | 57 | −32 |                               |

### Jogo do título
| 29 de dezembro | São Paulo                                  | 3 – 1     | Corinthians | Pacaembu, São Paulo                                                         |
|                | Amaury 62' · Canhoteiro 63' · Maurinho 79' | Relatório | Rafael 66'  | Público: 39 670 Renda: Cr$ 2.409.040,00 Árbitro: RJ Alberto da Gama Malcher |

- São Paulo: Poy, De Sordi, Mauro, Sarará, Vítor, Riberto, Maurinho, Amaury, Gino Orlando, Zizinho e Canhoteiro. Técnico: Béla Guttmann
- Corinthians: Gylmar, Olavo, Oreco, Idário, Walmir, Benedito, Cláudio, Luizinho, Índio, Rafael e Zague. Técnico: Oswaldo Brandão

### Artilheiros
| Pos. | Jogador      | Equipe      | Gols |
| ---- | ------------ | ----------- | ---- |
| 1    | Pelé         | Santos      | 17   |
| 2    | Zague        | Corinthians | 15   |
| 3    | Gino Orlando | São Paulo   | 13   |
| 4    | Pagão        | Santos      | 12   |
| 5    | Tite         | Santos      | 11   |
| 6    | Amaury       | São Paulo   | 10   |
| 6    | Índio        | Corinthians | 10   |
| 6    | Alfeu        | Portuguesa  | 10   |
| 9    | Nilo         | Palmeiras   | 9    |
| 9    | Maurinho     | São Paulo   | 9    |

## Premiação
| Campeonato Paulista de 1957   |
| ----------------------------- |
|                               |
| São Paulo Campeão (8° título) |